# 熊本城・市役所前停留場
熊本城・市役所前停留場（くまもとじょう・しやくしょまえていりゅうじょう）は、熊本県熊本市中央区手取本町、花畑町にある熊本市交通局の電停。熊本市役所は当電停前にあり、また熊本城も見ることができる。停留所番号は10。A系統・B系統が停車する。

## 歴史
- 1924年（大正13年）8月1日：市役所前停留場として現在の市役所前交差点の位置に開業
- 時期不明：移設
- 1925年（大正14年）12月16日：移設。
- 1982年（昭和57年）4月：現在地に移設。
- 2011年（平成23年）3月1日：熊本城・市役所前停留場に改称。
- 2024年（令和6年）12月31日 電停南側付近で脱線事故が発生。熊本城・市役所前停留場を含む辛島町 - 水道町間が3日間不通となった[1]。
- 2025年（令和7年）
  - 1月15日：停留所南側でレール幅を修正する工事が行われたため、同月16日にかけて辛島町 - 水道町電停間が不通となった[2]。
  - 3月25日：停留場内で車両追突事故が発生。乗員乗客15人が重軽傷[3]。翌日にかけて辛島町 - 水道町電停間が不通となった[4]。
  - 6月1日：停留場付近でレールの剥落が発見される。午後1時過ぎから辛島町 - 水道町電停間が不通となった[5]。

## 停留場構造
相対式2面2線である。横断歩道を渡ってアクセスする。車椅子対応である。
| のりば           | 路線           | 方向 | 行先                                       |
| ---------------- | -------------- | ---- | ------------------------------------------ |
| 東側（市役所側） | ■A系統         | 上り | 辛島町・河原町・熊本駅・田崎橋方面         |
| 東側（市役所側） | ■B系統         | 上り | 辛島町・洗馬橋・本妙寺入口・上熊本方面     |
| 西側（熊本城側） | ■A系統・■B系統 | 下り | 通町筋・新水前寺駅・水前寺公園・健軍町方面 |

## 利用状況
| 1日乗降人員推移 | 1日乗降人員推移 |
| 年度            | 1日平均人数     |
| --------------- | --------------- |
| 2011年          | 2,380           |
| 2012年          | 2,097           |
| 2013年          | 2,393           |
| 2014年          | 2,672           |
| 2015年          | 3,009           |

## 停留場周辺

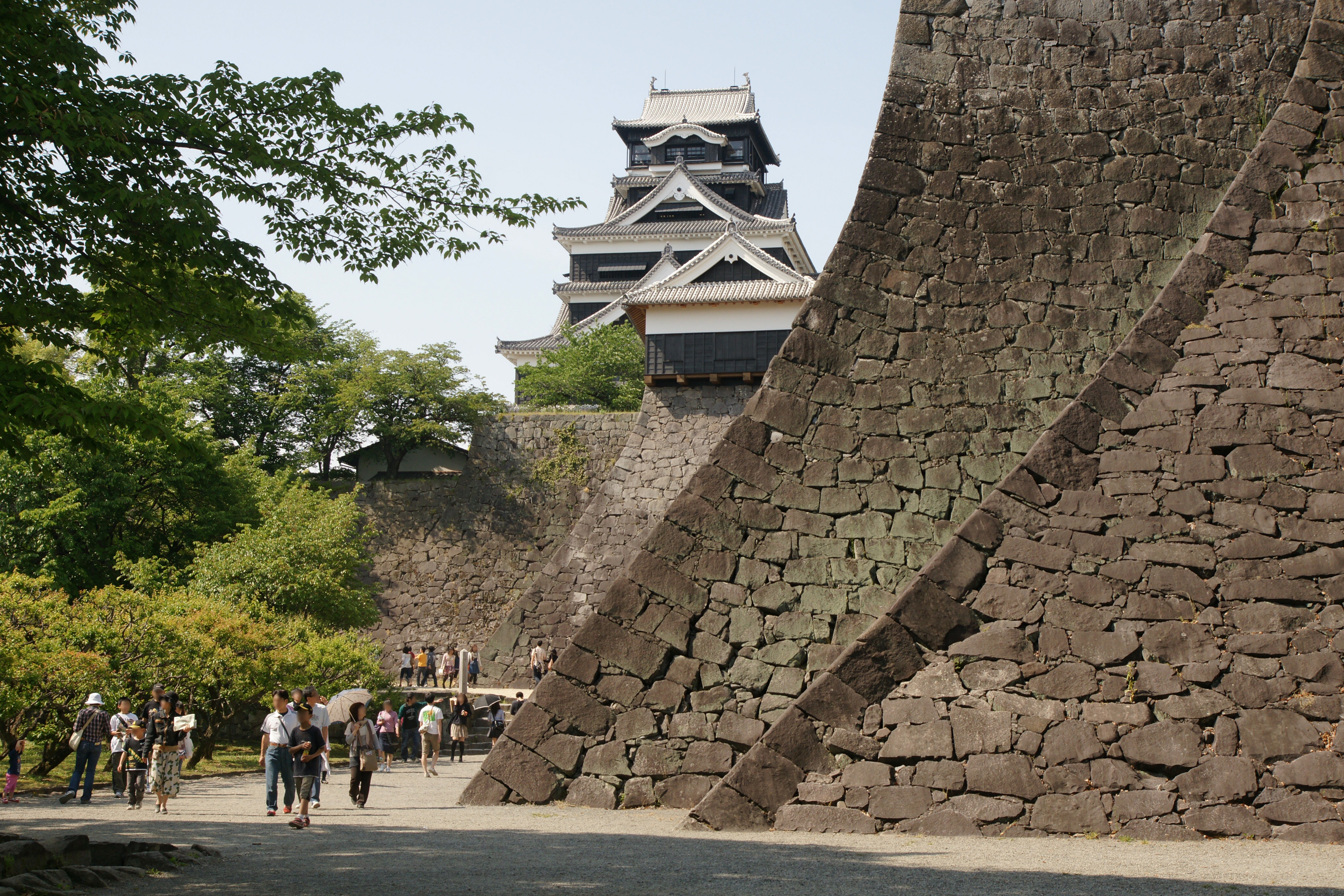
熊本城

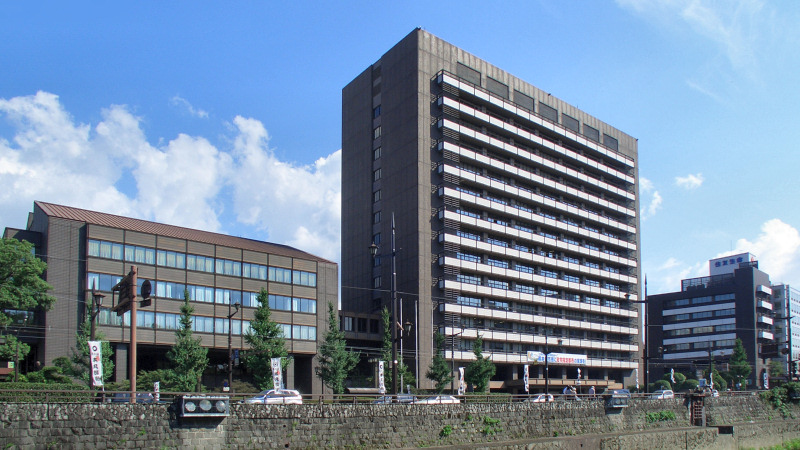
熊本市役所

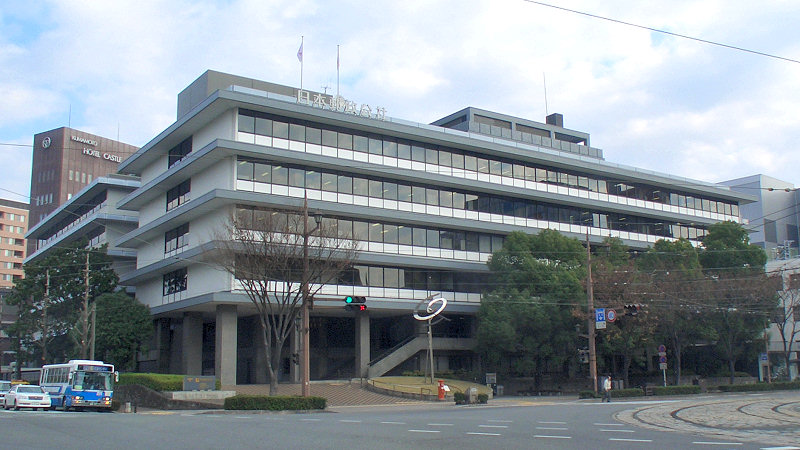
日本郵政グループ熊本ビル

熊本市都心部の西端に位置し、公共施設や金融機関の集中する地域である。
- 熊本市役所（中央区役所）
  - 肥後銀行熊本市役所支店（旧肥後銀行熊本市役所出張所）
  - 熊本市役所内郵便局
- 日本郵政グループ熊本ビル（旧日本郵政公社九州支社、旧九州郵政局）
  - 日本郵便九州支社
  - ゆうちょ銀行熊本支店
  - かんぽ生命保険熊本支店
  - 熊本城東郵便局
  - 日本郵政株式会社九州ファシリティセンター
- 十八親和銀行熊本支店
- 住友生命熊本支社
- 大樹生命熊本統括営業部
- 電通九州熊本支社
- 西広熊本支社
- COCOSA（旧ダイエー熊本下通店）
- 熊本ホテルキャッスル
- KKRホテル熊本
- アークホテル熊本城前
- 熊本城
  - 桜の馬場 城彩苑
  - 監物台樹木園
  - 加藤神社
  - 熊本大神宮
  - 熊本城稲荷神社
- 高橋公園緑地
- 熊本県立美術館分館
- 熊本県伝統工芸館
- 熊本大学教育学部附属幼稚園
- 夏目漱石内坪井旧居

## バス路線
- 市役所前 - 3ヶ所（市役所本庁舎前・日本郵政グループ熊本ビル前[注釈 1]・熊本城稲荷神社前）ある。中心市街地と郊外を結ぶ多くの路線を利用できる。
  - 産交バス
    - ほとんどの路線が市役所本庁舎前に停車するが、京町や植木を経由する山鹿・玉名方面へ向かう路線は京町や植木方面が熊本城稲荷神社前に、桜町BT・熊本駅方面は日本郵政グループ熊本ビル前と市役所本庁舎前の2ヶ所に停車。

  - 電鉄バス
    - ほとんどの路線が市役所本庁舎前に停車するが、高平団地線については高平南公園行きが日本郵政グループ熊本ビル前に、桜町BT行は日本郵政グループ熊本ビル前と市役所本庁舎前の2ヶ所に停車。

  - 熊本バス
    - 全路線市役所本庁舎前に停車。

  - 熊本都市バス
    - 池田京町線はNTT研修センター・富尾団地行が熊本城稲荷神社前に、上熊本線・花園柿原線は上熊本・柿原方面が日本郵政グループ熊本ビル前に、桜町BT行は池田京町線・上熊本線・花園柿原線いずれも日本郵政グループ熊本ビル前と市役所本庁舎前の2ヶ所に停車。上熊本線の桜町BTに乗り入れない路線については日本郵政グループ熊本ビル前のみ停車。桜町BTに乗り入れるその他の各路線は上り・下り共に市役所本庁舎前に停車。

## 隣の停留場
熊本市交通局
■A系統・■B系統（幹線）
花畑町電停 (9) - 熊本城・市役所前電停 (10) - 通町筋電停 (11)